# 易卜拉欣章
易卜拉欣章（阿拉伯语：‎，羅馬化：Ibrāhīm）是古兰经的第14章（苏拉），共52节（阿亚）。该章属于麦加篇章，启示于希吉拉前约两、三年。
易卜拉欣章以穆卡塔‎为开头，因描述伊斯兰教先知易卜拉欣（即圣经中的亚伯拉罕）的事迹而得名。